# Faama
Faama en mandingues est un mot qui signifie « père », « chef » ou « roi »,. Il était couramment utilisé dans la région du Mali pré-impériale. Le titre s'est répandu dans les régions conquises par le Mali et a ensuite été utilisé par l'empire Bamana et l'empire Wassoulou de Samori Touré et les groupes non mandingues de l'empire Kénédougou.